# Encyclia hanburii
Encyclia hanburii là một loài lan trong chi Encyclia.